# Emine Dżaparowa
Emine Ajiarowna Dżaparowa, ukr. Еміне Айяровна Джапарова, krymskotat. Emine Ayar qızı Ceppar (ur. 5 maja 1983 w Krasnodarze) – krymskotatarsko-ukraińska dziennikarka, prezenterka, polityczka; od 2020 do 2024 pierwsza wiceminister spraw zagranicznych Ukrainy.

## Życiorys
Pochodzi z rodziny lekarskiej. Gdy miała 3–4 lata, jej rodzice powrócili na Krym i osiedli w Kerczu. Na Krymie ukończyła szkołę średnią. W 2006 ukończyła z wyróżnieniem studia w zakresie stosunków międzynarodowych na Kijowskim Uniwersytecie Narodowym im. Tarasa Szewczenki. Kształciła się także w holenderskim instytucie Clingendael. Odbywała staże w Departamencie Stanu USA oraz Radzie Najwyższej Ukrainy.
W latach 2008–2010 pracowała jako attaché w Departamencie ds. Społecznych, Kulturalnych i Współpracy Humanitarnej Ministerstwa Spraw Zagranicznych Ukrainy. W latach 2011–2015 pracowała jako dziennikarka, m.in. zastępczyni redaktora naczelnego programu Zaman, prezenterka i gospodyni krymskotatarsko kanału ATR, redaktorka wideo i zastępczyni redaktora naczelnego Krym.Realii (wchodzącego w skład Radio Wolna Europa). W 2015 została doradczynią ministra polityki informacyjnej Ukrainy. W latach 2016–2019 pełniła funkcję pierwszej wiceminister polityki informacyjnej. W czerwcu 2020 objęła stanowiska pierwszej wiceminister spraw zagranicznych oraz, z nominacji prezydenckiej, przewodniczącej Narodowej Komisji Ukrainy ds. UNESCO. Odpowiadała za planowanie strategiczne, dyplomację publiczną, współpracę z organizacjami międzynarodowymi (w tym Unią Europejską i NATO), kontakty z diasporą, kwestie prawne, działalność Instytutu Ukraińskiego. Koordynowała także prace Platformy Krymskiej, organizacji poświęconej problematyce anektowanego i okupowanego przez Rosję od 2014 Półwyspu Krymskiego. W 2024 pełniła funkcję stałej przedstawiciel Ukrainy przy Biurze Organizacji Narodów Zjednoczonych w Wiedniu. Misję zakończyła po ujawnieniu, że pomagała swojemu mężowi, oligarsze Hennadijowi Boholubowowi, w nielegalnym przekroczeniu granicy.
Mówi po ukraińsku, krymskotatarsku, angielsku, turecku i hiszpańsku. W 2017 w wypowiedzi dla telewizji Dożd´ odmówiła, jako przedstawicielka władz Ukrainy, wypowiedzenia się po rosyjsku.
W 2018 została wpisana na rosyjską listę sankcyjną.
Jej mężem był Łenur Nimietułłajew. Matka dwóch córek: Iman i Alem-Sułtan.

## Odznaczenia
- Order „Za zasługi” III klasy, Ukraina (2021)[11]